# Окупација Лесковца у Другом светском рату
Окупација Лесковца у Другом светском рату трајала је од 12. априла 1941. до 11. октобра 1944. године.

## Почетак окупације
У поподневним часовима 6. априла 1941. године појавили су се први немачки ловачки авиони који су митраљирали простор око Железничке станице. Два дана касније, Лесковац су надлетали немачки авиони ЈУ-87 и бомбардовали град на потезу од Железничке станице до Житне пијаце. Касно поподне 11. априла немачки војници су први пут покушали да уђу у град, али су их спречиле јединице 61. пешадијског пука Југословенске војске које су се повлачиле ка Лесковцу са својих положаја на Власини. Но, оне су увече добиле наредбу да се повуку, те је град надаље остао небрањен и 12. априла су Немци слободно ушли у град и окупирали га.
У Нишу је у то време настала Фелдкомандантура 809 која је била потчињена војно-управном команданту Србије, а њен командант је био барон Карл Фрајхер фон Ботмер. Дана 14. априла у Лесковцу је успостављена Крајскомандатура као њен огранак.

## Период окупације
Након неких мањих акција 10. августа 1941. године у близини села Вучја формиран је први партизански одред лесковачког краја. У септембру и октобру настали су Бабички и Јабланички партизански одред, те Врањски одред и Грделички пододред. Због акције бораца Бабичког одреда почетком децембра уследило је групно хапшење грађана Лесковца, нарочито Рома, који су страдали у стрељању у Араповој долини. 
Од децембра 1941. Крајскомандатура 867 омогућила је нишкој Фелдкомандатури 809 непосредну управу над подручјем Лесковца, Власотинца, Лебана, Куршумлије, Прокупља и Добрича, а тежиште борби против окупатора, али и између четника и партизана, пренето је у Јабланицу и Пусту Реку. Планина Радан постала је средиште акција против окупаторске власти.
Уговором између Немачке и Бугарске, Бугарима је дозвољено да пошаљу један корпус војске за борбу у јужној Србији и тај корпус је дошао јануара 1942. године. Штаб се сместио у Нишкој Бањи, а неке од јединица у Лесковцу. Споразумом између две државе, Бугарској је припао део југоисточне Србије који је обухватао део лесковачког и зајечарског, врањски и пиротски округ.
Терор и злочини окупатора у лесковачком крају су по много чему специфични. По жестини бугарске одмазде издваја се прва половина 1942. године: пљачкане су жетве, наметана је реквизиција за издржавање немачких и бугарских трупа које су учествовале у казненим експедицијама, ограничавана је слобода кретања, хапшене су све категорије становништва, паљене су куће цивила, вршена су масовна стрељања, становништво одвођено у логоре, присилно терано на рад у рудницима, омладина је насилно ангажована у националној служби и оружаним одредима окупатора. У тој години Лесковац је кажњен са 700 000 динара зато што није на време послао раднике на принудни рад у Борски рудник Једне зимске ноћи у фебруару 1942. године бугарски окупатори су запалили Бојник, а већи део становништва убили на зверски начин. Борбе су настављене, а најзначајније догодиле су се на Биљаници, код Барја и у Косанчићу. Од четничких јединица, на територији лесковачког округа 1942. године деловали су Јабланички четнички корпус, Топлички, Први косовски, Први летећи, Јужноморавски и Власински четнички корпус. Наредне, 1943. године, партизани су реорганизовали своје снаге и формирали Први и Други јужноморавски НОП одред. Прва савезничка мисија стигла је 19. априла 1943. године у засеок Мисић села Стубле код Лебана међу четничке јединице. Но, од јесени 1943. године подршка Британаца и Американаца се усмерава ка партизанским одредима. Средином 1944. Немци су предузели операције Трумпф и Кераус у којима су ангажовали и бугарске, недићевске, љотићевске и неке четничке снаге. Бугарска војска је за собом остављала пустош, а људе је малтретирала и интернирала, те је живот у опљачканом Лесковцу у последњој години окупације био посебно тежак.
Уочи ослобођења, Лесковац је 6. септембра доживео савезничко бомбардовање. Почетком октобра водиле су се борбе за коначно ослобођење града. Последњи отпор остаци немачких јединица у повлачењу из Власотинца пружили су у ноћи између 10. и 11. октобра, а јединице НОВЈ ослободиле су град 11. октобра 1944. године без борбе.